# Comuna Jvan, Murovani Kurîlivți
Jvan (în ucraineană Жван) este o comună în raionul Murovani Kurîlivți, regiunea Vinnița, Ucraina, formată din satele Jvan (reședința) și Kukurivka.

## Demografie
Componența lingvistică a satului Jvan
     Ucraineană (99,4%)
     Alte limbi (0,6%)
Conform recensământului din 2001, majoritatea populației satului Jvan era vorbitoare de ucraineană (99,4%), existând în minoritate și vorbitori de alte limbi.